# 白猪氏
白猪氏（しらいうじ）は、渡来系氏族。姓は史。本拠は河内国志紀郡長野郷。

## 概要
王辰爾の甥で、味沙の子である胆津（いつ）が白猪屯倉（しらいのみやけ）の田部（たべ）の籍を検定した功績により白猪史の姓を賜った。養老四年（720年）、葛井連の姓を賜わる。
白猪氏・葛井連氏からは外交の任についた人物が多くみられ、一説に中国で墓誌がみつかった井真成も白猪史姓であったという説がある。白猪では井の字が無いが、出国時の養老元年（717年）の時点ですでに葛井連姓を賜っていたとか、養老元年に白猪で出国したが、天平五年（733年）の遣唐使から唐の地において葛井連への改姓の情報を聞き自らも改姓した、とする主張もある。

## 考証
『日本書紀』によると王辰爾は船賦を数え録したことを称えられ、船史の氏姓を賜り、王辰爾の甥である胆津が白猪史、さらに王辰爾の弟の王牛が津史の氏姓を賜った。後にそれぞれ連を賜り、さらにその後、船史は宮原宿禰、津史が菅野朝臣、白猪史が葛井連の氏姓を賜った。彼らの祖は古く応神朝の時に日本に来た辰孫王とする伝承もあるが、これは創作であり、実際は王辰爾からはじまった氏族とされる。

## 著名人
- 白猪骨
- 葛井広成